# Hang (musikinstrument)
En hang (udtale: [haŋ]?) er et musikinstrument i den idiofone klasse opfundet af Felix Rohner og Sabina Schärer (PANArt Hangbau AG) i Schweiz i år 2000. Hangen er fremstillet af to dybstrukne nitrerede stålplader, der sat sammen skaber den let genkendelige form af en "UFO". Hangen indeholder ikke andet end luft. Overdelen, som kaldes for ding, har en "node" hamret i midten og syv eller otte "tonefelter" hamret rundtom. Underdelen, også kaldet for gu, har en enklere overflade med et stanset hul i midten med en stemt node, som kan fremkaldes ved at slå på kanten. Hangen benytter sig af de samme fysiske principper som olietønden, men med en nitreret overflade og strukturelle ændringer som to sammenføjede skaller med en lille åbning så instrumentet fungerer som en Helmholtz resonator. Opfindelsen af hangen er et resultat af mange års forskning af olietønden såvel som studier af en samling forskellige instrumenter fra hele verden, såsom: gongongen, gamelanen, ghatamen, trommer og klokker.